# Émeute de Koza

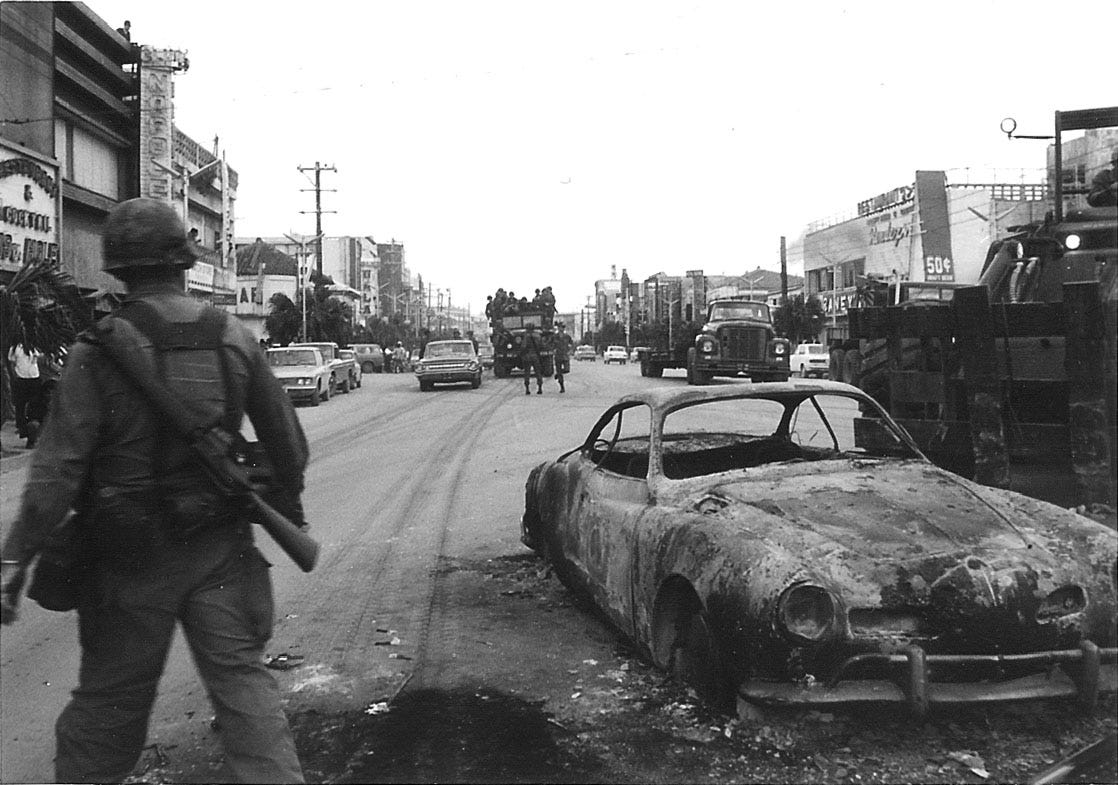
Un policier militaire américain près d'une voiture brûlée à Koza quatre heures après l'incident.

L'émeute de Koza (コザ暴動, Koza bōdō) est une violente protestation spontanée contre la présence américaine au Japon qui commença dans la soirée du 20 décembre 1970 et se termina le lendemain matin. Environ 5 000 habitants de la ville d'Okinawa (alors appelée Koza) affrontèrent 700 policiers militaires américains durant cet évènement qui est vu comme le symbole de la rage des habitants d'Okinawa contre 25 ans d'occupation militaire américaine,. Pendant l'émeute, environ 60 Américains furent blessés, 80 voitures incendiées et plusieurs bâtiments de la base aérienne de Kadena furent détruits ou gravement endommagés.

## Contexte

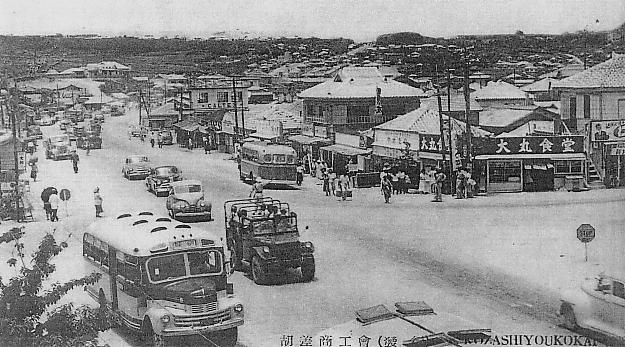
Site de l'émeute 15 ans avant les faits, vers 1955.

Après la défaite japonaise en 1945, le Japon fut officiellement occupé par les Alliés et régi par la loi martiale pendant sept ans. Tandis que l'occupation prenait fin et que le Japon retrouvait petit à petit son indépendance en avril 1952, la préfecture d'Okinawa resta sous occupation militaire américaine pendant encore vingt ans.
En 1970, il fut conjointement décidé que l'administration civile américaine des îles Ryūkyū prendrait fin en 1972 et qu'Okinawa reviendrait au Japon mais aussi qu'une considérable présence militaire américaine resterait en permanence sur l'île. Cela causa  beaucoup d'incidents entre les militaires et les autochtones, dont un très grave en septembre 1970, quelques mois avant les émeutes, et qui provoqua la mort d'une femme okinawaine originaire d'Itoman. Les militaires impliqués par l'incident furent acquittés par leur cour martiale,.

## L'émeute
L'émeute dura sept ou huit heures. Elle commença dans la soirée du 20 décembre 1970 et continua durant la nuit jusqu'au lendemain matin. Elle ne fut pas préparée ou planifiée par un groupe quelconque mais il semblerait qu'elle s'est déclenchée spontanément à cause des tensions qui avaient atteint un point de non-retour.
Vers 1 heure, une voiture conduite par un militaire américain ivre renversa un Okinawais ivre près du quartier chaud de Koza à une courte distance de la base aérienne de Kadena. Les Américains s'arrêtèrent et descendirent de leur voiture pour s'assurer de l'état de l'homme qui se releva et repartit. Alors les quatre hommes retournèrent à leur voiture quand ils furent confrontés à des chauffeurs de taxi qui avaient assisté à l'accident. Très vite, une foule commença à se former et deux véhicules de la police militaire américaine arrivèrent, sirènes hurlantes. Tandis que les nouveaux arrivants tentaient de dégager leurs camarades, la foule avait ramené la victime là où elle avait été renversée et lui demanda de reconstituer l'accident. Beaucoup de versions insistent sur le fait que les nouveaux arrivants avaient ignoré la victime et ne s'étaient préoccupés que de leurs camarades isolés,.
Un autre véhicule américain qui arriva sur place rentra accidentellement dans la voiture d'un Okinawais, et la foule, qui dépassait maintenant 700 personnes, commença à jeter des pierres et des bouteilles, et tenta de retourner le véhicule américain. La police okinawaise put évacuer le chauffeur américain de la scène mais les tensions continuaient à s'aggraver.

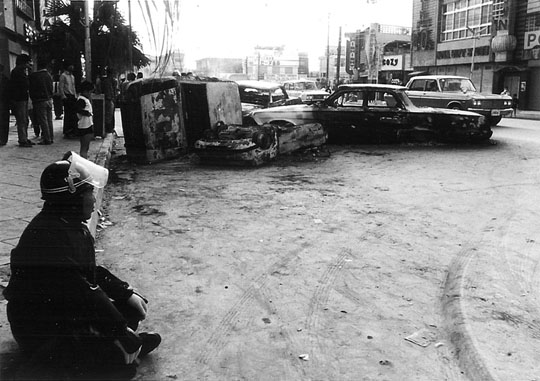
Un policier okinawais vérifie les dégâts quatre heures après l'émeute.

Des tirs d'avertissement furent tirés en l'air, ce qui attira encore plus de monde et la foule compta bientôt environ cinq mille personnes. Il y avait maintenant 700 policiers militaires américains sur place. Les émeutiers cassèrent, retournèrent et incendièrent plus de soixante-dix voitures, continuèrent de jeter des pierres et des bouteilles, en plus de cocktails Molotov assemblés à la hâte dans les habitations alentour, dans les bars, les restaurants ou les autres commerces. Les émeutiers extirpèrent des militaires américains de leurs véhicules et les frappèrent avant de brûler leurs véhicules. Certains émeutiers se mirent à danser des danses traditionnelles, d'autres forcèrent les portes de la base aérienne, retournant et incendiant des véhicules, cassant des fenêtres, et détruisant tout ce qu'ils pouvaient. Environ 500 émeutiers cassèrent la clôture de la base et démolirent le bâtiment de gestion du personnel et les bureaux du journal Stars and Stripes. Pendant ce temps, la police militaire commençait à utiliser du gaz lacrymogène. L'émeute prit finalement fin vers 7 heures du matin. 60 Américains avaient été blessés et 82 personnes avaient été arrêtées.